# Asher Robbins

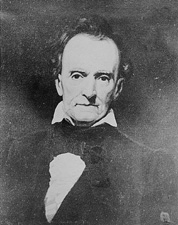
Asher Robbins

Asher Robbins (* 26. Oktober 1757 in Wethersfield, Kolonie Connecticut; † 25. Februar 1845 in Newport, Rhode Island) war ein US-amerikanischer Jurist und Politiker, der den Bundesstaat Rhode Island im US-Senat vertrat.
Asher Robbins machte 1782 seinen Abschluss am Yale College und wurde im Anschluss Tutor am Rhode Island College in Providence, der heutigen Brown University, wo er bis 1790 blieb. Danach studierte er Rechtswissenschaften, wurde 1792 in die Anwaltskammer aufgenommen und begann in Providence zu praktizieren. 1795 zog er nach Newport, 1812 wurde er als Nachfolger von David Howell zum Bundesstaatsanwalt für den Distrikt Rhode Island berufen. Von 1818 bis 1825 gehörte er dem Repräsentantenhaus von Rhode Island an.
Nach dem Rücktritt von US-Senator James De Wolf am 31. Oktober 1825 wurde Asher Robbins zu dessen Nachfolger im Kongress gewählt. Als Mitglied der Nationalrepublikaner zog er ins Parlament ein; während seiner bis zum 3. März 1839 währenden Amtszeit wechselte er später zu den Whigs über. In dieser Zeit war er unter anderem Ausschussvorsitzender des Committee on Engrossed Bills.
Nachdem er aus dem Senat ausgeschieden war, wurde Robbins von 1840 bis 1841 noch einmal Abgeordneter im Repräsentantenhaus seines Staates. Von 1841 bis zu seinem Tod übte er das Amt des Postmeisters von Newport aus.